# اس‌اس هیمو
اس‌اس هیمو (به انگلیسی: SS Imo) یک کشتی بود که طول آن ۴۳۰ فوت ۷ اینچ (۱۳۱٫۲۴ متر) بود. این کشتی در سال ۱۸۸۹ ساخته شد.